# فتحی کمیل
فتحی کمیل (عربی: فتحي كميل مطر مرزوق؛ زادهٔ ۲۳ مهٔ ۱۹۵۵) بازیکن سابق فوتبال اهل کویت است.
وی از سال ۱۹۷۳ تا ۱۹۸۴ در تیم ملی فوتبال کویت بازی انجام داده است و عضو این تیم در جام جهانی فوتبال ۱۹۸۲ بوده است.